# Museum of Archaeology and Anthropology, University of Cambridge

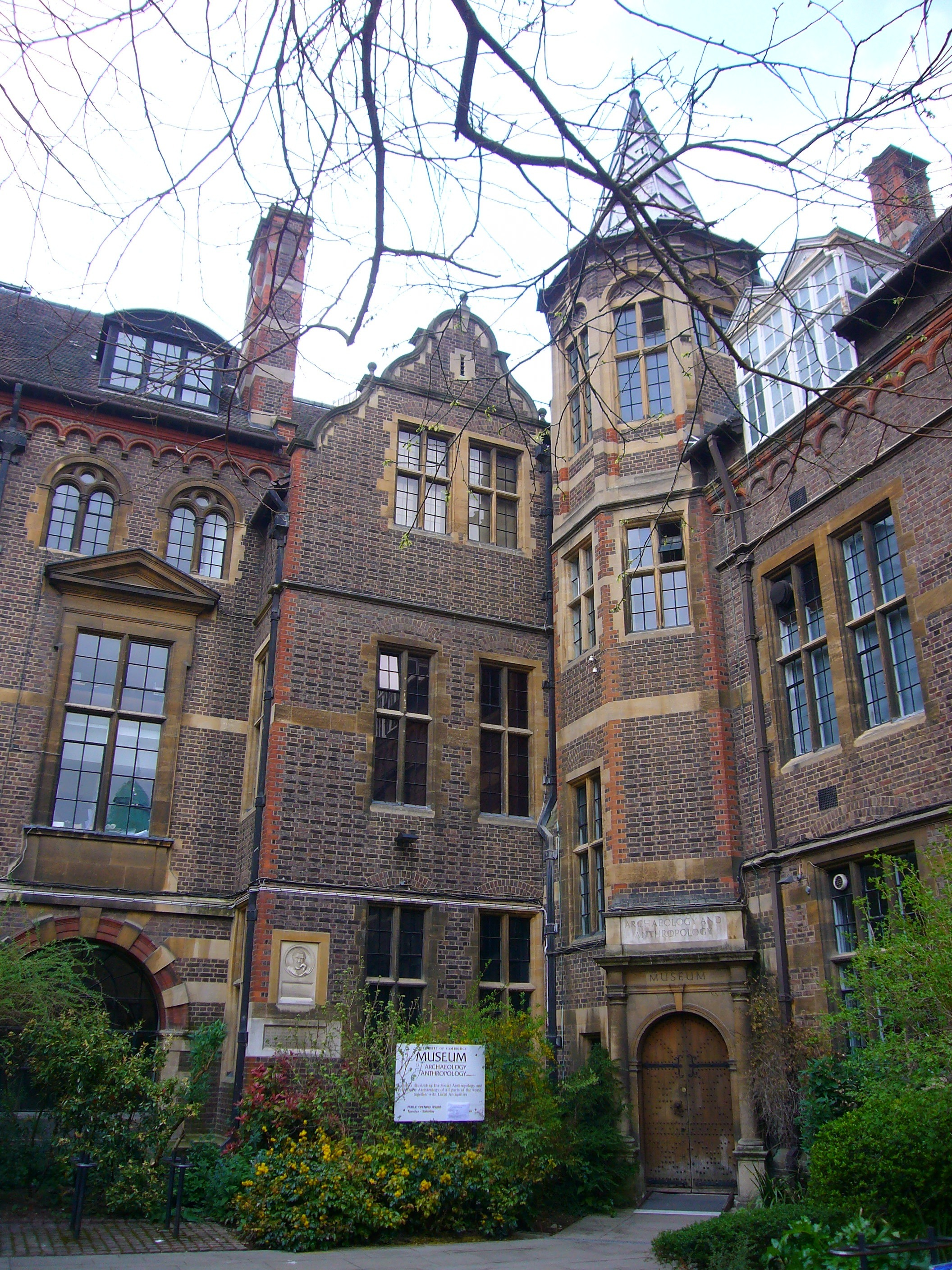
Museum of Archaeology and Anthropology, University of Cambridge

Das  Museum of Archaeology and Anthropology  (deutsch Museum für Archäologie und Anthropologie an der University of Cambridge), kurz MAA, beherbergt Sammlungen von lokalen Altertümern zusammen mit archäologischen und ethnographischen Fundstücken aus der ganzen Welt.

## Standort
Das Museum liegt zentral in der Innenstadt von Cambridge und befindet sich auf der Downing Site der Universität, an der Ecke der Downing Street und Tennis Court Road. In unmittelbarer Nähe befinden sich das Sedgwick Museum of Earth Sciences sowie das Cambridge University Museum of Zoology, weitere Museen der University of Cambridge. Drei Colleges der Universität sind in der Umgebung des Museums zu finden: Das Emmanuel College im Osten, das Downing College im Süden und das Pembroke College im Westen.

## Geschichte
Die Universität gründete im Jahre 1884 das Museum für Allgemeine und Lokale Archäologie. Das Museum stellte ursprünglich Sammlungen von lokalen Antiquitäten von der Cambridge Antiquarian Society aus. Von Alfred Maudslay und Sir Arthur Gordon bekam das Museum später Artefakte aus Polynesien gespendet. Der Österreicher Anatole von Hügel (1854–1928), erster Kurator des Museums, spendete dem MAA seine eigene Sammlung von Artefakten aus der Südsee. Eine Sammlung von Material westaustralischer Aborigines wurde von Emile Clement erworben. Weitere Materialien stammen aus der im Jahre 1898 stattgefundenen Torres-Straits-Expedition unter Alfred Haddon und William Halse Rivers Rivers, beide einflussreiche Anthropologen und Ethnologen, die ihre Studenten – darunter Alfred Radcliffe-Brown und Gregory Bateson – zum Engagement für das Museum anspornten.
Von Hügel initiierte im Jahre 1913 den Umzug des MAA in sein heutiges größeres eigens errichtetes Gebäude in der Downing Street. Die neuen Galerien wurden erst nach Ende des Ersten Weltkriegs vollständig installiert. Verschiedene Verlagerungen und Spenden in den 1910er und 1920er Jahren – darunter Fundstücke von James Cooks Expeditionen – ermöglichten eine umfangreiche Erweiterung des Museumsbestandes.
Von Hügels Nachfolger als Kurator waren Louis Colville Gray Clarke (1922 bis 1937), Thomas Paterson (1937 bis 1948), Geoffrey Bushnell (1948 bis 1970), Peter Gathercole und David Phillipson.
Das Amt des Direktors des MAA hat gegenwärtig Nicholas Thomas inne.
2019 wurde das Museum of Archaeology and Anthropology von rund 77.000 Personen besucht. 2024 betrug die Besucherzahl etwa 107.000 Personen.

## Im Museum
Das MAA hat drei Etagen. Im Erdgeschoss, The Clarke Gallery genannt, finden die Besucher Sammlungen aus dem Bereich Archäologie. In der zweiten Etage, welche den Namen The Maudslay Gallery trägt, sind anthropologische Exponate zu bewundern. Im dritten Geschoss,  The Andrews Gallery, sind wechselnde Ausstellungen.
Im November 2010 begannen am MAA umfangreiche Renovierungsarbeiten im Eingangsbereich. Die Wiedereröffnung fand nach 18 Monaten am 25. Mai 2012 statt.

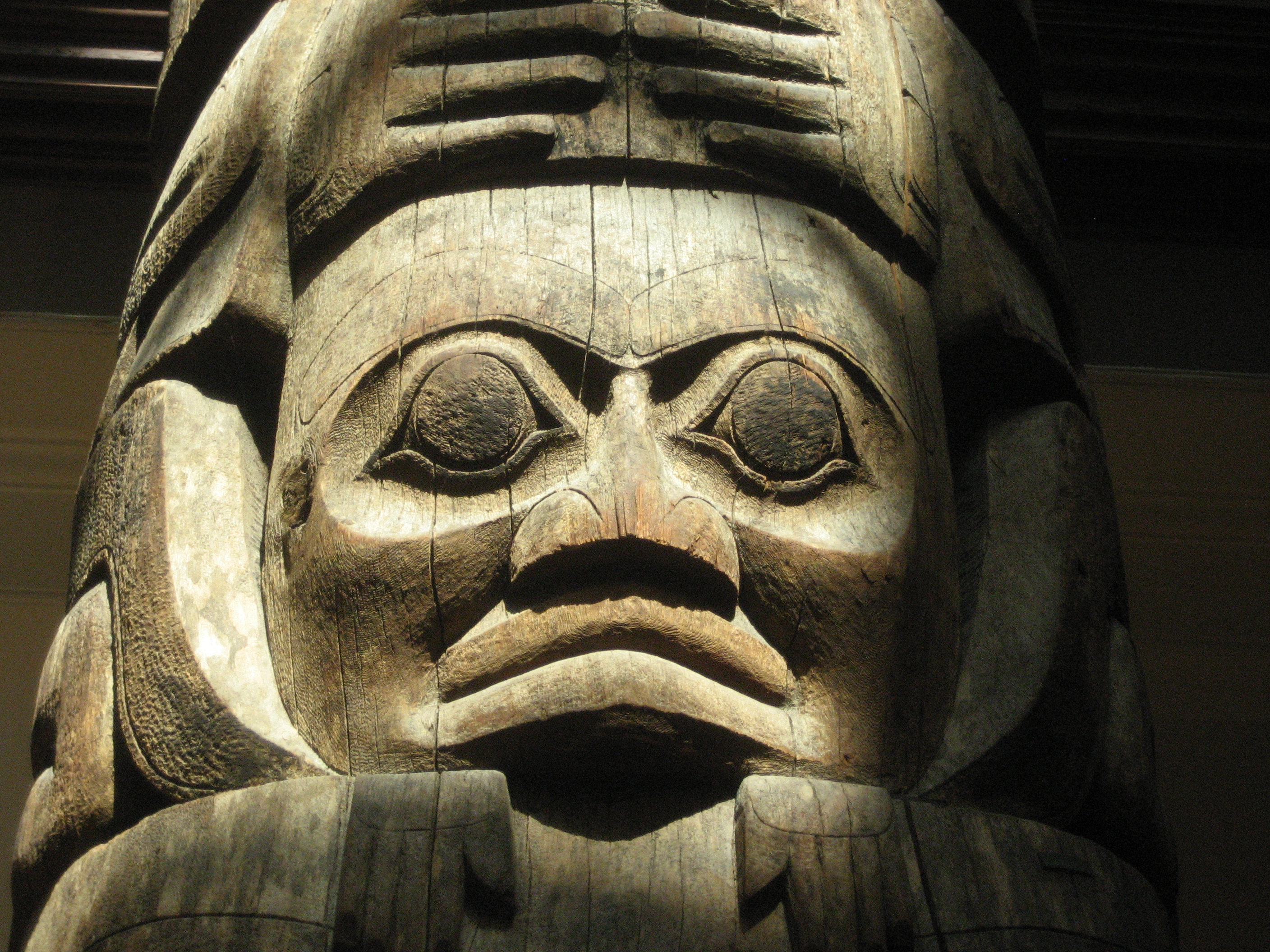
Totempfahl (Tanu)
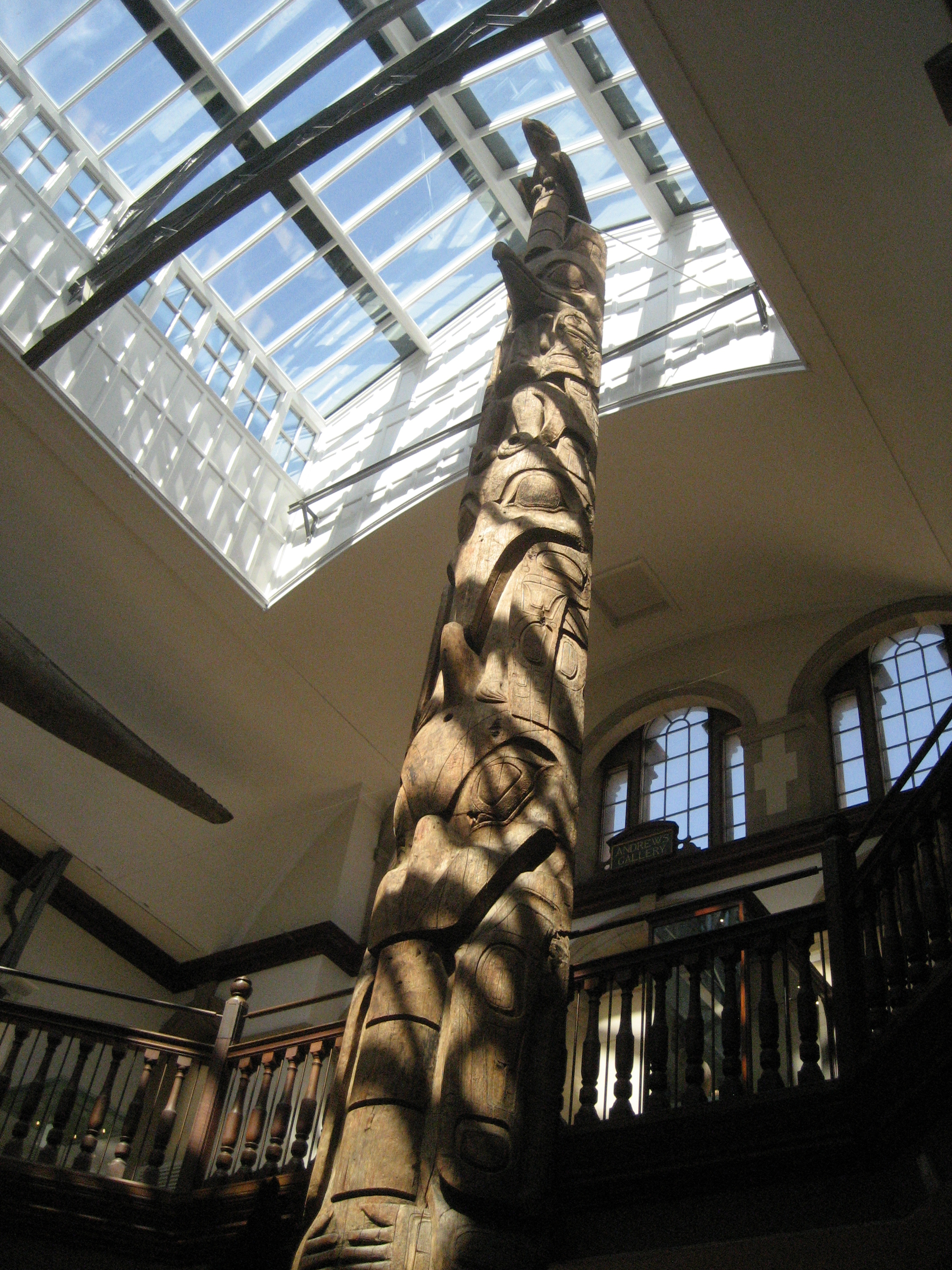
Totempfahl (Tanu)
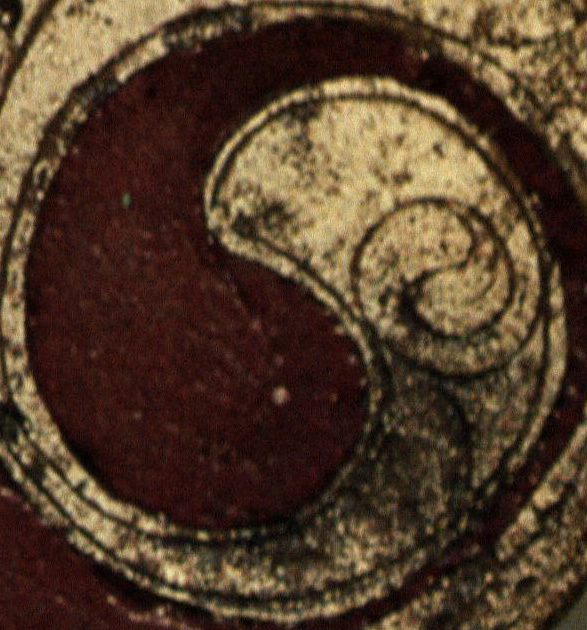
Bronze (Norfolk)
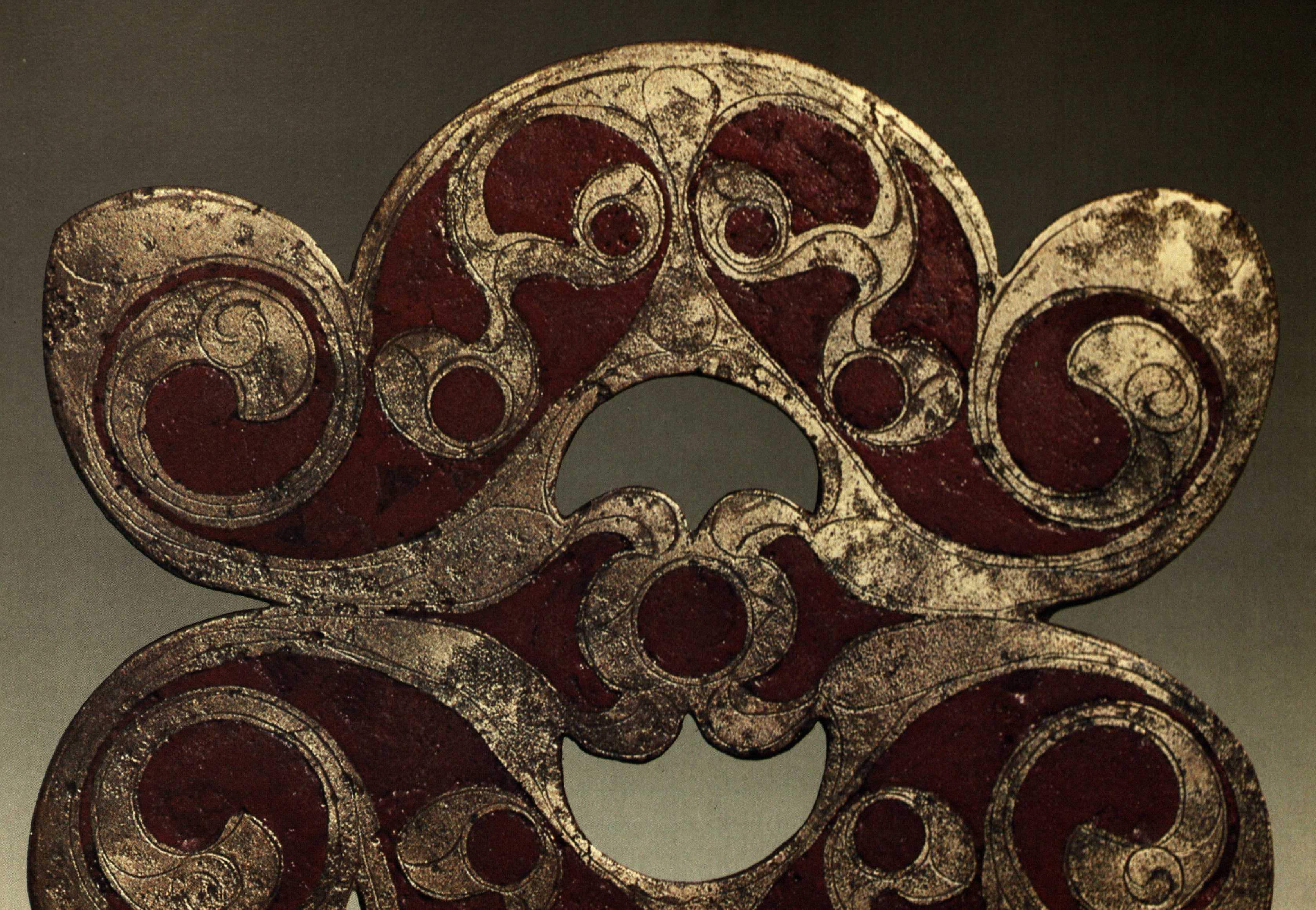
Bronze (Norfolk)